# Arcozelo (Gouveia)
För andra betydelser, se Arcozelo.
Arcozelo är en freguesia i Portugal. Den tillhör kommunen Gouveia. Församlingens yta är 30,79 km² och den hade 833 invånare (2001). Befolkningstätheten är: 27,9 invånare/km².
Arcozelo har gamla anor och jordbruk är den främsta sysselsättningen. Fårskötseln, som producerar den kända osten Queijo Serra da Estrela, har till stor del försvunnit, men det finns fortfarande ett fåtal ostproducenter kvar. Man kan fortfarande möta fåraherdar som med hjälp av hundar för fåren till bete. Högre krav på hygien har lett till att en stor del av osten tillverkas av osttillverkaren "Ponte de Cavalheiros" som sysselsätter att antal personer i osttillverkning och i den intilliggande restaurangen.
Det finns spår av mänsklig aktivitet i området i form av arkeologiska fyndplatser, som försvarsanläggningen "Penedo dos Moiros"  och området "arrazado" med ett stort antal gravplatser.  
Värt att notera är festerna som hålls vid midsommartid och som kallas São João och São Pedro. Det finns en rivalitet mellan olika delar av freguesian som tar sig uttryck i dessa två fester..